# Stichting Nautin
De Stichting Nautin is een Nederlandse stichting die als doel heeft om actuele informatie voor de pleziervaart beschikbaar te stellen. De stichting is actief sinds 2013, heeft geen winstoogmerk en werkt met Nederlandse en Duitse vrijwilligers.

## Informatieproducten
Nautin verspreidt informatie over gebieden waar de Nederlandse toervaarder in een vakantie kan komen:
- Actueel boeienbestand, voor diverse navigatiesystemen
- De getijden-app QuickTide
- De Wadvaarders-dieptestaat
- Stroomkaarten
- Meteo-overzichten voor diverse zeegebieden
- Overzicht van stremming op de Staande Mastroute
- Overzicht van afgesloten gebieden
- Overzicht van bedieningstijden sluizen en bruggen
- Overzicht van marifoonkanalen
- Overzicht windmolenparken
- Overzicht van gidsen en pilots
- OpenCPN-ondersteuning
- E-mailservices

## Sponsoren
De Stichting Nautin wordt gefinancierd door donateurs en enkele sponsor-organisaties. De sponsorende organisaties zijn:
- Vereniging Kustzeilers
- Vereniging Toerzeilers
- Vereniging Wadvaarders